# هوشنگ توکلی
هوشنگ توکلی یا هوشنگ گلدوز، (زاده ۱۳۲۷ در تهران) بازیگر و کارگردان اهل ایران و همسر فریده سپاه‌منصور است.
بازی در تئاتر را از سال ۱۳۴۶ و همچنین حضور در مقابل دوربین را از سال ۱۳۵۵ با فیلم کوتاه زنده به گور کاری از سیامک بیات تجربه کرد. بازی در سینما را از سال ۱۳۶۴ با خانه ابری به کارگردانی اکبر خواجویی آغاز کرد. وی همچنین مدتی مدیر اداره هنرهای دراماتیک بود.

## فیلم‌شناسی
| سال  | نام فیلم           | سمت    | کارگردان               | اکران | توضیحات |
| ---- | ------------------ | ------ | ---------------------- | ----- | ------- |
| ۱۳۹۶ | درساژ              | بازیگر | پویا بادکوبه           | -     | -       |
| ۱۳۹۵ | زیر سقف دودی       | بازیگر | پوران درخشنده          | -     | -       |
| ۱۳۸۹ | پرنده باز          | بازیگر | عطاءالله سلمانیان      | -     | -       |
| ۱۳۸۹ | قفس طلایی          | بازیگر | محمد زرین دست          | -     | -       |
| ۱۳۸۷ | دلخون              | بازیگر | محمدرضا رحمانی         | -     | -       |
| ۱۳۸۷ | زادبوم             | بازیگر | ابوالحسن داوودی        | -     | -       |
| ۱۳۸۷ | نفوذی              | بازیگر | احمد کاوری، مهدی فیوضی | -     | -       |
| ۱۳۸۶ | ماه وش             | بازیگر | محمد درمنش             | -     | -       |
| ۱۳۷۶ | خلبان              | بازیگر | جمال شورجه             | -     | -       |
| ۱۳۷۴ | شیرین و فرهاد      | بازیگر | رحیم رحیمی پور         | -     | -       |
| ۱۳۷۴ | عبور از خط سرخ     | بازیگر | جمال شورجه             | -     | -       |
| ۱۳۷۰ | انفجار در اتاق عمل | بازیگر | رحیم رحیمی پور         | -     | -       |
| ۱۳۶۹ | ابلیس              | بازیگر | احمدرضا درویش          | -     | -       |
| ۱۳۶۵ | اتاق یک            | بازیگر | رحیم رحیمی پور         | -     | -       |
| ۱۳۶۵ | خانه ابری          | بازیگر | اکبر خواجویی           | -     | -       |

### مجموعه‌های تلویزیونی
| سال       | نام فیلم            | سمت                                 | کارگردان        | اکران  | توضیحات                                             |
| --------- | ------------------- | ----------------------------------- | --------------- | ------ | --------------------------------------------------- |
| ۱۳۹۹      | روزهای ابدی         | بازیگر                              | جواد شمقدری     |        | در نقش عبدالرحمان قاسملو (رئیس حزب دموکرات کردستان) |
| ۱۳۹۵      | آرام می‌گیریم        | بازیگر                              | روح‌الله سهرابی  | شبکه ۲ | -                                                   |
| ۱۳۸۹      | قفسی برای پرواز     | بازیگر                              | یوسف سیدمهدوی   | -      | -                                                   |
| ۱۳۸۸      | جستجوگران           | بازیگر                              | محمدعلی سجادی   | -      | -                                                   |
| ۱۳۸۶      | روزگار قریب         | بازیگر                              | کیانوش عیاری    | -      | در نقش دکتر علی‌اکبر سیاسی (رئیس دانشگاه تهران)      |
| ۱۳۸۶      | شکرانه              | بازیگر                              | سعید سلطانی     | -      | -                                                   |
| ۱۳۸۶      | مرگ تدریجی یک رؤیا  | بازیگر                              | فریدون جیرانی   | -      | -                                                   |
| ۱۳۸۵      | زیر تیغ             | بازیگر                              | محمدرضا هنرمند  | -      | در نقش دایی رضا                                     |
| ۱۳۷۴      | فرار                | بازیگر                              | رحیم رحیمی‌پور   | -      | -                                                   |
| ۱۳۶۷–۱۳۷۳ | شاخه طوبی           | بازیگر                              | مهدی علی‌احمدی   | -      | شبکه ۱                                              |
| ۱۳۶۷–۱۳۶۸ | پدر                 | نویسنده کارگردان بازیگر             | هوشنگ توکلی     | -      | شبکه ۱                                              |
| ۱۳۶۷      | میرزا کوچک‌خان جنگلی | کارگردان                            | بهروز افخمی     | -      | در نقش وثوق الدوله                                  |
| ۱۳۶۷      | تهران ۵۳            | نویسنده کارگردان                    | هوشنگ توکلی     | -      | شبکه ۱                                              |
| ۱۳۶۵–۱۳۶۷ | راویان اخبار        | بازیگر کارگردان                     | گروه کارگردانان | -      | شبکه ۱                                              |
| ۱۳۶۵      | مدرس                | کارگردان                            | هوشنگ توکلی     | -      |                                                     |
| ۱۳۶۴      | حکایت مسافر گمنام   | بازیگر                              | داود میرباقری   | شبکه ۱ |                                                     |
| ۱۳۵۶      | لحظه                | طراح، نویسنده، تهیه‌کننده و کارگردان | محمد صالح علا   |        |                                                     |

## تئاتر
- کارگردان نمایش دونده تنها که در سال ۱۳۵۸ در تئاتر شهر به اجرا درآمد. نمایشنامه این تئاتر توسط محسن یلفانی در سال ۱۳۵۲ نوشته و چاپ شده بود، اما منتشر نشد.